# Leptogomphus coomansi
Leptogomphus coomansi är en trollsländeart som beskrevs av Harry Hyde Laidlaw, Jr. 1936. Leptogomphus coomansi ingår i släktet Leptogomphus och familjen flodtrollsländor. IUCN kategoriserar arten globalt som livskraftig. Inga underarter finns listade i Catalogue of Life.